# Gianni Perrelli
Gianni Perrelli (Venezia, 21 giugno 1943) è un giornalista e scrittore italiano.

## Biografia
Negli anni dell'università (studi in legge) inizia la carriera giornalistica a Bari nelle redazioni de Il Tempo e della Gazzetta del Mezzogiorno. Trasferitosi a Roma, diventa professionista nel 1970 lavorando per l'agenzia di stampa Inter Press Service e occupandosi di politica, di cronaca e di spettacoli. Nel 1972 è assunto dal Corriere dello Sport e si specializza nel ciclismo (segue il Giro d'Italia e la Vuelta di Spagna) e nel calcio (come cronista della Roma e della Nazionale). Nel '76 è promosso inviato speciale. Nel 1977 il passaggio all'L'Europeo, dove segue la politica nazionale e la cronaca. Nel 1980, all'inizio dell'era reaganiana, è nominato corrispondente dagli Stati Uniti.
Al ritorno in Italia, nel 1983 è promosso caporedattore. Nel 1987 dirige il settimanale sportivo “Special” e cura servizi per la trasmissione televisiva Rai “Domani si gioca”. Dal 1988 fino a oggi lavora per L'Espresso, dove ha ricoperto le cariche di capo degli Esteri, corrispondente dagli Stati Uniti (‘94-'97), caporedattore, inviato all'estero nei punti caldi del mondo (Iraq, Iran, Afghanistan, Siria). 
Ha seguito sei Olimpiadi e dieci campionati del mondo di calcio. Due servizi hanno avuto un'eco particolare, animando per molti mesi il dibattito pubblico. Il caso Martelli, il leader socialista incappato nell'89 a Malindi (Kenya) in una clamorosa vicenda legata a un presunto possesso di hashish e l'intervista nel '98 a Zeman, l'allora allenatore della Roma, sul dilagare del doping nel calcio. 
Ha collaborato al Fatto Quotidiano, al “Venerdì” e ai “Viaggi” di “Repubblica”, a “Il Mattino”, a “Oggi”, a Wall Street Italia. Ha intervistato alcuni leader mondiali: Nelson Mandela, Bashar Al Assad, Dilma Rousseff, Evo Morales, Lech Walesa, Michelle Bachelet, George Papandreou, Maria Teresa Fernandez de la Vega, Mario Soares, Ernesto Samper, John Kufuor, Yasser Arafat, Hugo Chavez, Meles Zenawi, Raul Alfonsin e Michael Aoun.

## Opere Letterarie
Negli anni giovanili ha scritto due saggi sportivi: Zoff (biografia del portiere della Nazionale) e “Il calcio di Liedholm”. Nel 1997 ha pubblicato per Newton Compton il saggio “Dove va l'Italia” (dialogo con il politologo Edward Luttwak). Nel 2004 ha scritto per l'editore Di Renzo “Professione reporter”, saggio sul giornalismo.
Nel 2010 ha pubblicato per i tipi di Gremese “Il mestiere di inviato”. È autore di cinque romanzi: “Habana Libre” (Di Renzo Editore, del 2004), “Non avrai altro dio” (Baldini Castoldi Dalai Editore, del 2009), “Il tunnel” (Di Renzo editore, del 2012), "16 metri quadri" (Di Renzo editore, del 2014) , "il soffitto di cristallo" (Di Renzo Editore, 2019) e "Il quinto vuoto" (Di Renzo Editore, 2023). Nel 2016 ha scritto Tris (Aracne Editrice) assieme ad Oliviero Beha e Dante Matelli.

## Premi e riconoscimenti
- (1978) - Premio internazionale Città di Roma per il giornalismo di costume
- (2005) - È uno dei vincitori del Premio Val di Sole per il giornalismo di politica estera[3]
- (2009) - È tra i vincitori del Premio Capalbio per la narrativa